# Doris Beck
Pour les articles homonymes, voir Beck.
Doris Beck, née le 5 avril 1961, est un membre du Landtag du Liechtenstein, du parti Union patriotique (VU). Elle a été élue en 2005.
Elle est divorcée et vit actuellement à Ruggell.